# Ligne 136A (Infrabel)
Pour les articles homonymes, voir Ligne 136.
La courte ligne 136A Ermeton-sur-Biert - Florennes, comme les lignes 135, 136 et 136B, fut établie par la Compagnie de l'État Belge dans le but de mailler les lignes Nord-Sud de l'entre Sambre et Meuse, établies par des compagnies distinctes (l'État Belge, l'Entre Sambre et Meuse et l'Est Belge).

## Historique
- En 1895, les Chemins de fer de l'État belge établissent un lien entre Florennes (à l'époque, la Gare de Florennes-État, près de la gare de Florennes-Est[1]) et la ligne 150, au niveau de la petite localité d'Ermeton-sur-Biert.

- En 1897, le Grand Central Belge, qui exploitait toutes les autres lignes rayonnant autour de Florennes (actuelles lignes 132, 135, 136, 136B, 138 et 138A) est nationalisé. La gare de Florennes-État, qui était une simple halte, disparaît alors au profit de Florennes-Est.

- En 1910, le raccordement entre les gares de Florennes est l'occasion d'inaugurer l'imposante gare de Florennes central. Malgré ce nouveau terminus, la ligne reste toutefois à voie unique, consacrant son caractère secondaire.

- En 1962, la SNCB décide de transférer le trafic de la ligne 150 vers la route. La courte antenne que constitue la ligne 136A est également concernée.

- En 1972, la section Biesmerée - Ermeton n'est plus desservie par les trains de cabotage résiduels. Biesmerée le restera jusqu'en 1980.

- Entre 1989 et 1991, une exploitation par l'ASBL Train Touristique Meuse-Molignée (TTMM) visait à circul sur la ligne 136A entre Florennes dépôt et Ermeton-sur-Biert et au delà sur la ligne 150 vers Maredsous (certains jours, jusqu'au pied des ruines du château de Montaigle).

Ce train touristique ne circula qu'entre juin et septembre 1990 sur la ligne 136A / 150: entre Stave et Maredsous. Le tronçon Ermeton - Stave fut exploité avec une Draisine (type 8 SNCB). Deux remorques légères (ex-wagon de service pour les soudeur à la SNCB) pouvaient y être attelées. L'une transformé en wagon plat pour les trains de travaux et l'autre non transformé, servait de voiture pilote (équipée uniquement d'un robinet de frein).
Sur la ligne 150, c'était l'autorail 554.18 du PFT qui assurait l'exploitation des mois de juillet et août, 
Pendant les jours de non-circulation, celui-ci était garé en gare de Maredsous. 
Quant à la Draisine, elle était garée à côté de la maison garde barrière du passage à niveau de Stave. 
Une liaison en car ex-SNCB était organisée entre Florennes dépôt et la gare de Stave. 
Les jours de circulation étaient les samedis, dimanches et jours fériés, ainsi que les jeudis (train du marché de Florennes). Ce jour-là, exploité uniquement en Draisine entre Stave et Maredsous.
La liaison entre l'Y de Stave et la gare de Stave (+/- 2 km) n'était plus en état, même avec du matériel léger. La réfection de cette section était en cours par les membres du club. 
La dissolution du Train Touristique de la Meuse Molignée au début de 1991 laissa place à une nouvelle structure : l'asbl Compagnie Florennes - Molignée (CFM) qui ne parvint toutefois pas à relancer l'activité (l'état de la voie ayant donné lieu à une interdiction de circuler prise par la SNCB). 
- En 1996, la ligne est finalement déferrée.
- 2024 (juin) : Début réhabilitation des ouvrages d'art dans le cadre de l'aménagement de la piste RAVeL par les Communes de Florennes et Mettet – Direction des Routes de Namur – 1.810.805,54 €.

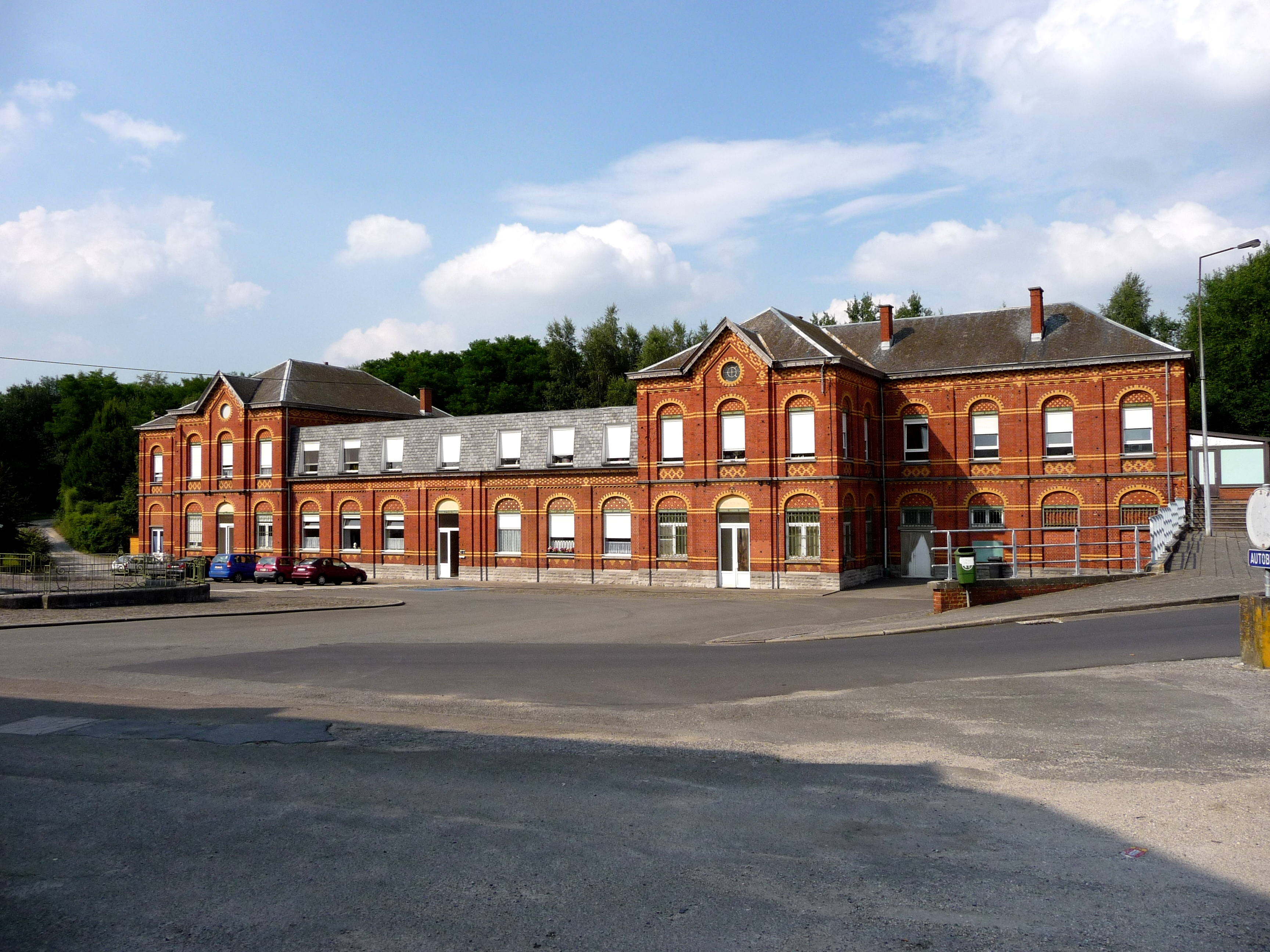
La gare de Florennes Central

## Utilisation
L'assiette de voie est inutilisée. Certains particuliers y ont étendu leurs jardins.
La gare d'Ermeton a été rasée et fait place à un dépôt de bus des TEC. 
La gare de Biesmerée a également disparu, bien que « L'hôtel des voyageurs » siège toujours sur la place de la gare, transformé en habitation privée.
À Stave, la Gare existe toujours et est occupée.